# 超級拉奇傳說
《超級拉奇傳說》是由Playful Corp.開發，微軟工作室於2017年11月7日在Xbox One與Windows 10平台上發售的動作冒險遊戲 。游戏于2019年宣布将登陆任天堂Switch平台，并于2019年11月8日发售。

## 概要
在《超級拉奇傳說》中，玩家將扮演一隻好奇而勇敢的小狐狸拉奇（Lucky Swiftail），他追求自己内心的力量，並幫助他的姐姐萊菈（Lyra Swiftail）保護時光之書。遊戲的對手是一隻名叫金克斯（Jinx）的貓，他是一個神秘的惡棍，他正試圖為自己的邪惡目的竊取時光之書。

## 外部連結
- （英文）Super Lucky's Tale — Playful Corp. （页面存档备份，存于）
- （中文）Xbox One 與 Windows 10 版 Super Lucky's Tale | Xbox